# کامپو نل البا
کامپو نل البا (به ایتالیایی: Campo nell'Elba) یک کومونه در ایتالیا است که در استان لیورنو واقع شده‌است.

## خصوصیات
کامپو نل البا ۵۵٫۶ کیلومترمربع مساحت و ۴٬۸۲۳ نفر جمعیت دارد و ۲ متر بالاتر از سطح دریا واقع شده‌است.